# Borgt

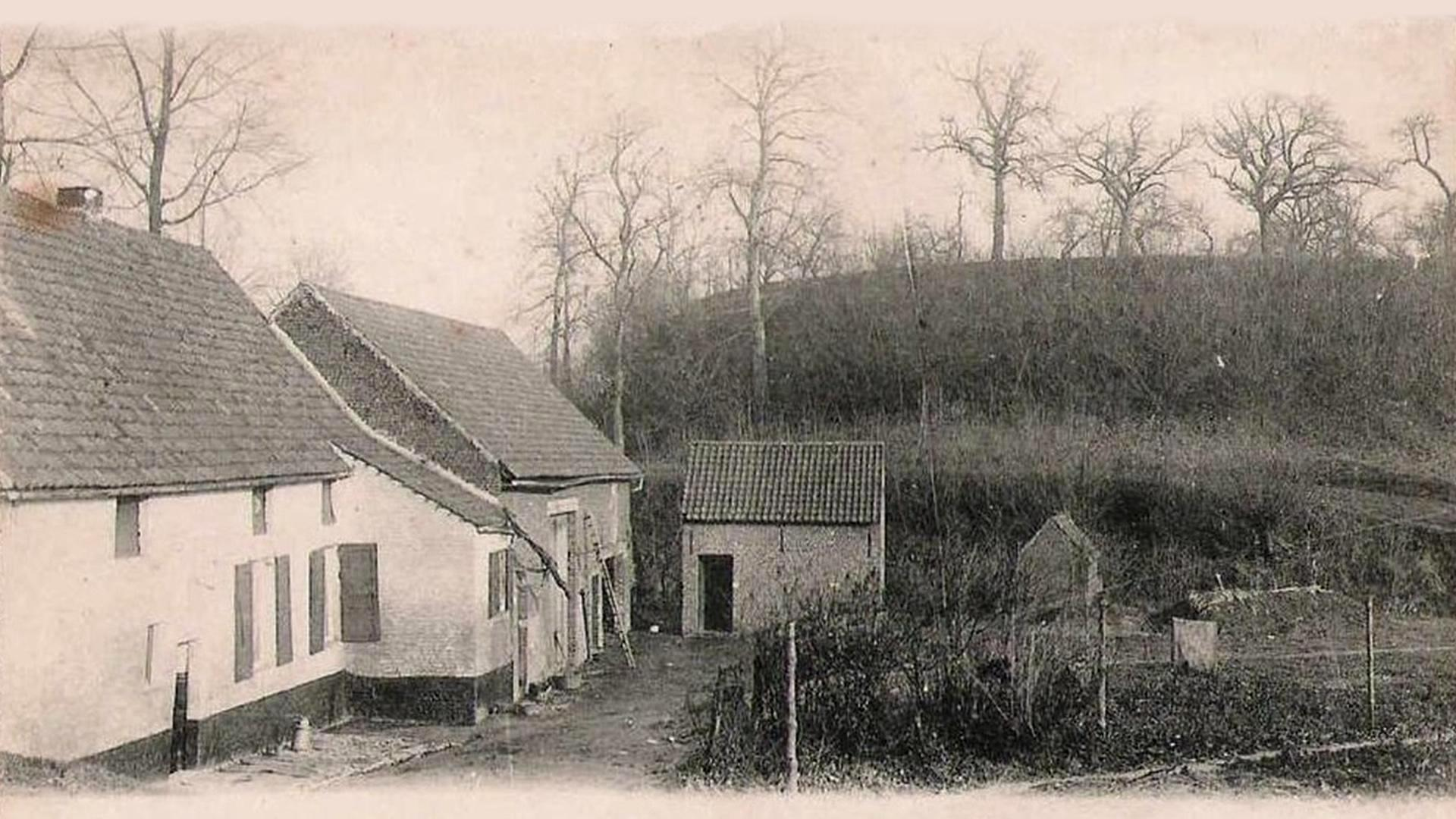
Een oude foto van Borght

Borgt (ook Borcht of Borght gespeld) is een gehucht in de Belgische provincie Vlaams-Brabant. Het is de oudste kern van de gemeente Grimbergen en ligt bij de grens van Vilvoorde. De parochiekerk is toegewijd aan Sint-Salvator.

## Geschiedenis
Borgt dankt zijn oorsprong en zijn naam aan een reusachtige burchtheuvel die bewaard gebleven is. Deze motte staat bekend onder de naam Senecaberg, waarschijnlijk genoemd naar de naam van een vroegere pachter van de heuvel. De motte gebouwd bij de kruising van de weg Dendermonde - Vilvoorde - Leuven met de Zenne. Ze werd naast de loop van de Tangebeek opgericht zodat deze de ringgracht kon voeden en zodat de noordelijke flank van de burcht beschermd werd door de moerassige beemden. De motte zou reeds ten tijde van de Romeinen en Franken een toezichtplaats op de Zenne geweest zijn. Deze kunstmatige heuvel heeft een elliptisch grondplan met assen van 113 en 105 meter, en heeft een topplatform van 44 bij 56 meter. Er werden archeologische sporen gevonden van een rechthoekig vakwerkgebouw van 9,3 bij 13,5 meter. Het hoogteverschil met de basis bedraagt 16 meter.
Vanaf circa 1100 stond hier de burcht van de Berthouts, heren van Grimbergen. De Berthouts trachtten hun invloed uit te breiden ten koste van de graven van Leuven. Dit gaf aanleiding tot de Grimbergse Oorlogen (1139-1159) waarin de Berthouts uiteindelijk het onderspit moesten delven: na de Slag bij Ransbeek (1142) werd de burcht door graaf Godfried III van Leuven in 1159 met de grond gelijk gemaakt. Hiermee kwam een einde aan de Grimbergse Oorlogen. Later ging de verlaten heuvel over op de graaf van Vianden, die er een plaatselijke schepenbank mocht oprichten.
Op het eind van het ancien régime werd Borcht tijdens de Franse bezetting een gemeente, maar deze werd in 1810 alweer opgeheven en bij Grimbergen gevoegd.
Wegens recente woningbouw rondom de motteheuvel bekwam de wijk 'de Borcht' het zeldzame ringvormige stratenpatroon.
In 1844 werd er een pastorie gebouwd en kort daarna werd een pastoor aangesteld.

### De overstroming van de Borgt in 1839
In 1839, op de nacht van 4 op 5 juni, was de Tangebeek de oorzaak van een ramp in de Borgt, waarbij 74 mensen het leven lieten. In de namiddag van 4 juni 1839 begon het te stortregenen, vele uren lang. De tunnel of duiker van de Tangebeek op het grondgebied van de Borgt, onder de steenweg van Grimbergen naar Vilvoorde verstopte. Deze steenweg was meer dan tien jaar eerder (tussen 1824 en 1828) tijdens de 'Hollandse overheersing' aangelegd en op deze plaats 35 voet, ongeveer 9,7 meter, opgehoogd, om de vallei te overbruggen. De verstopping ontstond door het bijeendrijven van een houtmijt die langs de oever van de beek gestapeld lag. Het water liep daardoor ten zuiden van de steenweg bijeen en begon de vallei van de Tangebeek te vullen. Omstreeks middernacht brak de dijk door en de machtige golven zaaiden dood en vernieling op hun weg. Elf woningen werden neergebeukt, 74 mensen verdronken en 60 huisdieren deelden hetzelfde lot. De dag nadien werden reeds 36 lijken opgevist. Vele dagen later vond men nog drenkelingen, zelfs meegesleurd tot in Schiplaken. De slachtoffers werden niet in de Borgt zelf begraven aangezien het kerkhof te klein was. De kisten werden begraven in twee grote kuilen voor de ingang van de kerk in Grimbergen op 8 juni. De volgende dag werden er nog 12 begraven te Grimbergen en de andere slachtoffers kregen, naargelang ze gevonden werden een begrafenis op het kerkhof te Borgt. Op de plaats van de vernieling werden de woningen niet meer heropgericht, aangezien de bevolking zich er niet meer durfde te vestigen. Op dit ogenblik zijn al deze gronden ingelijfd in een openbaar park, dat door de gemeente is aangelegd.
Het kapelletje in de Leopold Luypaertstraat herinnert aan deze ramp. De kapel is gewijd aan Sint-Donatus, de beschermheilige tegen onweer, storm en ontij.

### Archeologie
Op de site werden meerdere opgravingen verricht tijdens de 19e en 20e eeuw. Zij brachten sporen aan het licht van een post-Karolingische bewoning. In 1890 en 1891 lieten Alfred de Loë en A. Rutot proefsleuven op de top van de heuvel graven. In 1908 herhaalden G. Cumont en J. Poils deze pogingen. Van 1966 tot 1968 werd de motte onderzocht door Marc E. Mariën en René Borremans van het Departement van Nationale Voorgeschiedenis en Oud-België van de Koninklijke Musea voor Kunst en Geschiedenis.

## Bezienswaardigheden
- De Senecaberg, een belangrijke post-Karolingische motteheuvel
- De Allerheiligste Verlosserkerk, een neogotische zaalkerk met kunstwerken uit de 18de eeuw
- Domein van Borcht, moerassig overblijfsel van een kasteelpark rond een oude meander van de Zenne
- De Societé Royale Réunion Nautique de Vilvorde, een historisch clublokaal van de plaatselijke roeiclub

## Sport
In Borgt speelde bestond sinds 1948 de voetbalclub KFC Borgt, die echter na een fusie in 2002 naar Strombeek verhuisde en later KFC Strombeek werd. In 2007 sloot met FC Borght een nieuwe club zich aan bij de KBVB, die het tot in eerste provinciale schopte en vanaf een fusie in 2017 bekendstond als KFC Borght-Humbeek. In 2022 fuseerde deze ploeg met FC Beigem tot Fenixx BeigHum, waardoor er opnieuw geen voetbalclub meer was in Borgt.

## Nabijgelegen kernen
Vilvoorde, Grimbergen